# Walderbach
Walderbach – miejscowość i gmina w Niemczech, w kraju związkowym Bawaria, w rejencji Górny Palatynat, w regionie Ratyzbona, w powiecie Cham, siedziba wspólnoty administracyjnej Walderbach. Leży w Lesie Bawarskim, około 21 km na południowy zachód od Cham, nad rzeką Regen.
1 listopada 2013 do gminy przyłączono 8,02 km² pochodzące z dzień wcześniej rozwiązanego obszaru wolnego administracyjnie Einsiedler und Walderbacher Forst w powiecie Schwandorf. W tym samym dniu również przyłączono 0,11 km² z gminy targowej Bruck in der Oberpfalz w powiecie Schwandorf. Natomiast 0,12 km² powierzchni gminy przyłączono do miasta Nittenau w powiecie Schwandorf.
1 stycznia 2017 do gminy przyłączono 3,93 km² pochodzące z dzień wcześniej rozwiązanego obszaru wolnego administracyjnie Östlicher Neubäuer Forst oraz 0,01 km² z miasta Roding.

## Dzielnice
W skład gminy wchodzą następujące dzielnice: Dieberg, Haus, Katzenrohrbach, Kirchenrohrbach, Walderbach.

## Demografia
| Rok  | Liczba mieszk. |
| ---- | -------------- |
| 1970 | 1 557          |
| 1987 | 1 731          |
| 2000 | 2 058          |

## Oświata
(na 1999)

W gminie znajduje się 50 miejsc przedszkolnych (80 dzieci) oraz szkoła podstawowa (14 nauczycieli, 263 uczniów).